# Palizzi
Palizzi è un comune italiano di 1 852 abitanti della città metropolitana di Reggio Calabria in Calabria.

## Geografia fisica

### Territorio
Centro agricolo del versante meridionale dell'Aspromonte, situato sul fianco destro della media valle della fiumara omonima, tra il monte Grappida (682 m) e il monte Carruso (619 m). L'abitato si raggruppa ai piedi di uno spuntone roccioso coronato dai resti di un castello. 
Il suo territorio comprende le quattro frazioni di:
- Palizzi Superiore
- Pietrapennata, posta a 673 metri s.l.m. sull'Aspromonte meridionale
- Spropoli, ad ovest del Capo Spartivento

Nonché la località abitata di Contrada Gruda, situata sul litorale.

#### Calanchi bianchi di Palizzi Marina
Dal punto di vista geologico i calanchi bianchi di Palizzi Marina sono dei calcari marnosi misti ad argille formatisi in seguito al deposito di organismi marini sul fondo dello Jonio che un tempo sommergeva queste aree.

## Origini del nome
La città prende il nome dalla famiglia Palizzi.

## Storia
Tra i siti paleolitici più antichi d'Europa, villaggio esteso con continuità abitativa risalente a 800 000 anni fa, e Monte Gunì - vi sono similitudini col sito di Casella di Maida. Rinvenimenti sporadici di punte musteriane di 30 000 anni fa.
Per il neolitico sono moltissimi i siti della facies culturale detta di Steninello, con produzione litica e ceramica di pregevole valore artistico decorata con rombi e losanghe.
Presenti diversi siti del neolitico medio e finale. L'età del rame e della prima età del bronzo sono oltremodo presenti con originalità culturali che dovranno essere studiate.
Dalla fine del VII secolo a.C. Palizzi ha avuto un ruolo importante in quanto confine tra il territorio di Reggio e Locri. Negli ultimi tempi il confine è stato accettato grazie al lavoro dell'archeologo onorario S. Stranges, che ha rilevato nel corso di un ventennio una fitte rete di siti di entrambe le appartenenze, definendo con chiarezza la netta linea di demarcazione tra i territori delle due grandi e antiche repubbliche.
Ricordato solo nel XV secolo come feudo dei Ruffo, fu in seguito degli Aragona d'Ayerbe, dai quali passò ai Colonna nel 1580.
Nel 1654 entrava nel dominio degli Arduino, i quali nel 1662 ottenevano il titolo di principe; in ultimo (1784-1806) fu dei De Blasio cui veniva concesso il titolo di barone.
La parrocchiale ha subito nel 1960 un rifacimento quasi completo: sussiste l'abside sinistra, elemento di grande importanza, consistente in uno spazio quadrato, racchiuso entro una sorta di torre in miniatura pure quadrata e coronato da una cupola che all'interno rivela la sua origine medievale. La chiesa possiede inoltre una statua di Sant'Anna, difficilmente databile per il suo stile arcaico, ma probabilmente del Cinquecento.
Il castello di origini medievali, fu rifatto come palazzo in grandiose e semplici forme nel Seicento. 
Molto pittoresco è anche il centro di Pietrapennata, di carattere alpestre; la chiesa di origine medievale (basiliana), ma rifatta nei secoli XV-XVI, conserva la "Madonna dell'Alica", statua di marmo alabastrino del Cinquecento.
La tesi su quale delle fiumare del versante jonico reggino fosse il fiume Alece (o Alice, dal greco Αλήξ, Halex, "salato") - confine naturale tra le due polis magnogreche di Reggio e Locri Epizefiri - è dibattuta da tempo. Alcuni studiosi ritengono fosse l'Amendolea, altri la "fiumara di Palizzi". L'importanza strategica del confine naturale era enorme, poiché divideva le due più importanti città magnogreche della zona. Dopo molti scontri le due città stabilirono tacitamente il loro confine proprio sul corso d'acqua.
Dice a tal proposito il geografo greco Strabone (I secolo a.C.):

(Strabone, Geografia, VI, I, 8)

## Monumenti e luoghi d'interesse

### Il castello
Il Castello domina Palizzi Superiore elevandosi su una mastodontica rocca. È stato dichiarato Monumento Nazionale dal Ministero ai Beni culturali. Non si hanno notizie certe relative alla data di costruzione dell'edificio, ma su una lapide posta all'ingresso si legge in latino che nel 1580 era "cadente per vecchiaia". Nel 1751 venne ricostruito dalla famiglia Colonna. Nel 1866 fu ristrutturato e ampliato per volontà del barone Tiberio de Blasio. Nel 1943 Carlo de Blasio vi si rifugiò, quando Reggio venne bombardata dagli anglo-americani. Da un certificato del Mastro d'atti di Palizzi, Saverio Grimaldi, risulta che nel 1751 il castello era cinto da mura con due torrioni. All'interno c'era una grande scala con una sola finestra, la cucina "con sua ciminera focolare", una camera con soffitto di tavole rotto, "un'antecamera anche rustica insuffitata di tavole", una serie di altre stanze, magazzini e cantine. Ancora visibili i muri perimetrali (su cui si notano una serie di finestre ogivali), parte della mura di cinta e una torre illuminata da due finestre ogivali. All'interno lo stemma dei Colonna e, scavate nella viva roccia, le carceri.

### Fontana commemorativa a Bruno Misefari
Nel 1973 è stata edificata a Palizzi Superiore una fontana commemorativa in onore di Bruno Misefari. Realizzata in pietra bianca calcarea, è situata nella piazza principale del Comune. Nella roccia della fontana è posizionata una lapide di marmo nero del Belgio, contenente le ossa dell'"anarchico di Calabria".

## Società

### Evoluzione demografica
Abitanti censiti

## Geografia antropica

### Frazioni
Le frazioni sono: Palizzi Marina, Palizzi Superiore, Pietrapennata e Spropoli, che contavano nel 2021, rispettivamente 1.906, 301, 112 e 276 abitanti.

## Economia
Nella parte alta del territorio comunale è in uso presso alcune famiglie confezionare tessuti di fibre di ginestra con telai propri. Vi è una distilleria di essenze di bergamotto e gelsomino. Una cava di marmo per usi ornamentali è sul territorio. Praticata anche la pesca e la pastorizia.

## Infrastrutture e trasporti
Il comune è servito dall'omonima stazione ferroviaria di Palizzi, situata nella frazione Palizzi Marina, con treni in direzione Reggio di Calabria Centrale e Roccella Jonica/Catanzaro Lido.
È attualmente in costruzione la variante della SS 106 Jonica.

## Amministrazione
| Periodo                       | Periodo                                       | Primo cittadino                                             | Partito                         | Carica                    | Note                        |
| ----------------------------- | --------------------------------------------- | ----------------------------------------------------------- | ------------------------------- | ------------------------- | --------------------------- |
| 20 gennaio 1988               | 25 maggio 1991                                | Vincenzo Crea                                               | Partito Comunista Italiano      | Sindaco                   | [ 5 ]                       |
| 28 luglio 1991                | 23 settembre 1991                             | Anna Aida Bruzzese                                          |                                 | Commissario prefettizio   | [ 6 ]                       |
| 23 settembre 1991             | 6 dicembre 1991                               | Anna Aida Bruzzese                                          |                                 | Commissario straordinario | [ 7 ]                       |
| 18 dicembre 1991              | 28 giugno 1993                                | Leone Calenda                                               | Partito Socialista Italiano     | Sindaco                   | [ 8 ] [ 9 ]                 |
| 24 agosto 1993                | 10 dicembre 1993                              | Antonio Fontana                                             | Partito Socialista Italiano     | Sindaco                   | [ 10 ]                      |
| 6 febbraio 1994               | 18 novembre 1996                              | Francesco Lucianò                                           | Democrazia Cristiana            | Sindaco                   | [ 11 ]                      |
| 18 novembre 1996              | 14 maggio 2001                                | Franco Plutino                                              | Lista civica di centro-sinistra | Sindaco                   | [ 12 ]                      |
| 14 maggio 2001                | 30 maggio 2006                                | Francesco Lucianò                                           | Lista civica                    | Sindaco                   | [ 14 ]                      |
| 30 maggio 2006                | 17 maggio 2011                                | Giovanni Nocera                                             | Lista civica di centro-sinistra | Sindaco                   | [ 15 ]                      |
| 17 maggio 2011                | 10 luglio 2013                                | Sandro Autolitano                                           | Lista civica                    | Sindaco                   | [ 17 ] [ 18 ]               |
| 10 luglio 2013                | 5 agosto 2013                                 | Eugenio Barillà                                             |                                 | Commissario prefettizio   | [ 19 ]                      |
| 5 agosto 2013                 | 27 maggio 2014                                | Eugenio Barillà                                             |                                 | Commissario straordinario | [ 20 ]                      |
| 27 maggio 2014                | 3 maggio 2019                                 | Arturo Walter Scerbo                                        | Lista civica                    | Sindaco                   | [ 22 ] [ 23 ]               |
| 3 maggio 2019 22 ottobre 2019 | 5 ottobre 2021 22 ottobre 2019 5 ottobre 2021 | Michela Fabio Cosimo Facchiano Maria Adele Maio Marco Oteri |                                 | Commissari straordinari   | [ 24 ] [ 25 ] [ 26 ] [ 27 ] |
| 5 ottobre 2021                | in carica                                     | Umberto Felice Nocera                                       | Lista civica                    | Sindaco                   | [ 29 ]                      |